# Fernando Roldán
Pour les articles homonymes, voir Roldán.
Víctor Luis Fernando Roldán Campos (né le 15 octobre 1921 au Chili et mort le 23 juin 2019) est footballeur chilien qui évoluait au poste de défenseur.

## Biographie

### Club
Fernando Roldán évolua en club dans l'équipe du championnat du Chili du Club Deportivo Universidad Católica.

### International
En international, Fernando Roldán joua en équipe du Chili de football, celle-là même qui disputa la deuxième coupe du monde de son histoire, celle de 1950 au Brésil.
Lors de cette compétition, les Chiliens sont dès le 1er tour, battus par 2-0 par l'Angleterre lors du premier match, puis battus par 2 buts à 0 contre les Espagnols, avant de finalement s'imposer 5-2 lors de leur dernier match contre l'équipe des États-Unis.